# 中澤ミナ
中澤 ミナ（なかざわ みな、1月27日 - ）は、日本の女性声優。東京都出身。東京俳優生活協同組合所属。愛称は、なかみー、なかみー氏など。

## 略歴
2018年3月、文化放送とスマートフォン向けゲーム『ファントム オブ キル』の共同企画で実施された、『「多重人格×新人声優50」ファンキルキャストデビュープロジェクト』による声優オーディションの一般部門で、モラルタ役の1人に選出される。同年4月より、「声優アワード 新人発掘オーディション」をきっかけに東京俳優生活協同組合に所属。
2019年1月より、トレーディングカードゲーム『Z/X』内のアイドルユニット「SHiFT」のニュー役を務め、同ユニットの担当声優5人によるライブ活動などを開始。同年9月24日より、『アイドルマスター シンデレラガールズ スターライトステージ』にて佐城雪美役を務める。
2020年5月より、同じく俳協所属の森下来奈との冠ラジオ、「らなミナのおみあい○○」のインターネット配信が開始。
2022年11月より、ゲーム実況中心の個人YouTubeチャンネルを開設。同年12月よりゲーム実況番組「中澤ミナのゲームはじめたて」を開始した。

## 人物
声優を目指したきっかけは、小学生時代に『クラス全員の良いところを書く』宿題が出された際、当時好きだった男子に「中澤は影が薄くてどこが良いか分からない、適当に『字がきれい』と書いておこう」と言われ、実際にクラスの大半に『字がきれい』と書かれてしまい「このままでは私、忘れ去られたまま人生を過ごすことになる」「生きた証を残したい」と感じたこと。当初は女優になりたいと思っていたが、ゲーム『ディシディア ファイナルファンタジー』で朴璐美の演技に触れ「女性が男の子の役をやれるんだ」と衝撃を受け、声優を目指すようになった。
声種はアルト。
俳協の先輩にあたる鈴木絵理は、中澤がゲスト出演した番組を視聴した感想として、自身に嘘をつかずハッキリとした受け答えをするトーク姿勢に対し「今まであんなに堂々と飾らない人はいなかった」と評している。
趣味はRPG、ガンシューティングゲーム、テーマパーク訪園、映画鑑賞。特に、RPGシリーズではファイナルファンタジー、ドラゴンクエスト、キングダムハーツ、MOTHERなどが、テーマパークではディズニーリゾートやサンリオピューロランドが好きとのこと。特技は絵を描くことと、ライブなどの衣装に合わせたアクセサリー製作。
Twitterではオタクとしての自己を半角カナを用いて表現しているが、これは実際に発する呻き声を再現したものであるとのこと。

## 出演
太字はメインキャラクター。

### テレビアニメ
- Re:ステージ! ドリームデイズ♪[3]（2019年、女子柔道部員、女の子、子供）
- Z/X Code reunion（2019年、小笠原瑞穂）

### OVA
- アイドルマスター シンデレラガールズ U149 特別編（2023年、佐城雪美）

### Webアニメ
- アイドルマスター シンデレラガールズ劇場 Extra Stage（2020年、佐城雪美）

### ゲーム
2014年
- ヒーローズプレイスメント（小矢部メルヘン、井田宝、鬼ノ雪）

2015年
- 幻影異聞録♯FE

2018年
- ファントム オブ キル（モラルタ〈男勝りな人格・理知的な人格〉、マナナン）

2019年
- ブラウンダスト（ノア、ランティア）
- じんるいのみなさまへ（邑楽幽々子）
- アイドルマスター シンデレラガールズ（2019年 - 2023年、佐城雪美） - 2作品
- Z/X Code OverBoost（アテナ、マルキダエル、ニュー）

2020年
- ラストピリオド -終わりなき螺旋の物語-（シエル）
- キングダム オブ ヒーローズ（テスラ）
- 絵師神の絆（ダリ）
- ビビッドアーミー（マディ）

2023年
- けものフレンズ3（ヤブノウサギ）
- LOOP8（ミッチ）
- 白夜極光（33号）
- ハツリバーブ（花語、シリン・ウォルター）

2024年
- 悠々西遊（百花羞）

2025年
- 逆転オセロニア（ガルフ）

### ラジオ
※はインターネット配信。
- らなミナのおみあい○○（2020年 - 、ニコニコ動画「アニたまどっとコムチャンネル」および番組チャンネル※）[10][40]
- しふらじ！（2022年 - 、YouTube※）[41]

### ナレーション
- セカンドショットインフォメーションナビゲーター2代目（2019年8月 - 2023年4月、ニコニコ生放送※、超!A&G+※、YouTube Live※） [42] - 「セカンドショットナイト」の番組枠にて
- 戸田建設 会社紹介動画「トッチとダッチの大冒険（SDGs編）」（2021年、トッチ[43]）

### テレビ番組
※はインターネット配信。
- 中澤ミナのゲームはじめたて（2022年 -、OPENREC.tv※）[12]

### 映像商品
- SHiFT 1st Music Video 「SHiFT!! 〜夢を描こう〜」（2019年）[44]
- THE IDOLM＠STER CINDERELLA GIRLS 7thLIVE TOUR Special 3chord♪ Glowing Rock! @KYOCERA DOME OSAKA（2020年）[45]
- THE IDOLM@STER CINDERELLA GIRLS Live Broadcast 24magic 〜シンデレラたちの24時間生放送！〜（2021年）[46]
- THE IDOLM@STER CINDERELLA GIRLS Broadcast & LIVE Happy New Yell !!!（2021年）[47]
- THE IDOLM@STER CINDERELLA GIRLS 10th ANNIVERSARY M@GICAL WONDERLAND TOUR!!! CosmoStar Land & Tropical Land（2022年）[48]
- THE IDOLM@STER CINDERELLA GIRLS 10th ANNIVERSARY M@GICAL WONDERLAND!!!（2022年）[49]

### 舞台
- 朗読
  - リーディングライブ『ドラキュラバー』（2024年5月15日 - 16日、シアターグリーン BOX in BOX THEATER） - 遠藤 役[50]
  - 「朗読と歌とおしゃべりをきみと 〜W〜」act.2（2025年2月23日、杉並区立勤労福祉会館）[51]
  - キララン103＜Rapunzel＞ KIRAKIRA VOICE LAND VOL.103 MORGUE×CHRONICLE LXXII 「Rapunzel 終わらない螺旋の先へと」（2025年3月15 - 16日、シアターウィング） - アンゼリカ、メラース 役[52]
  - 朗読劇「美術室に置き去りにされた天使－再演－」（2025年4月4日・6日、シアターサンモール） - アザミ 役[53][54]
  - ライブ×リーディング「KAWAII偶像パラドキシカル」（2025年8月3日、CBGKシブゲキ!!） - ざこざこ 役[55][56]

### その他コンテンツ
- RaBO produce vol.19 即興朗読会「Halloween Reading Party」（2019年10月19, 20日、高円寺スタジオK）[57]
- Z/X公式アイドルユニット「SHiFT」（2019年 - 、ニュー[8]）
- らなミナのおみあい〇〇 ラジオCM（2020年、ラジオ関西）[58]
- LIVERTINE AGE 声優コラボアイテム（2021年1月27日 - 3月10日、プルオーバーパーカー、キャップ）[59][60]
- ファントム オブ キル ラジオCM（初回：2021年4月24日、2回目以降：5月1日〜5月8日、文化放送）[61][62]

## ディスコグラフィ

### キャラクターソング
| 発売日   | 商品名 | 歌 | 楽曲                                                                      | 備考                                                                               |
| 2016年   | 2016年 | 2016年 | 2016年                                                                    | 2016年                                                                             |
| -------- | --- | --- | ------------------------------------------------------------------------- | ---------------------------------------------------------------------------------- |
| 2月10日  | 幻影異聞録♯FE ボーカルコレクション                                                                        | Emotional KEY（奈波果林、若月星夏、中澤みな） | 「君と僕との距離」                                                        | ゲーム『幻影異聞録♯FE』関連曲                                                      |
| 2019年   | | |                                                                           |                                                                                    |
| 9月24日  | - | 佐城雪美（中澤ミナ） | 「お願い！シンデレラ」                                                    | ゲーム『アイドルマスター シンデレラガールズ スターライトステージ』関連曲           |
| 11月24日 | キミが大好きだよ                                                                                          | SHiFT | 「キミが大好きだよ」                                                      | 『Z/X -Zillions of enemy X-』関連曲                                                |
| 11月24日 | キミが大好きだよ                                                                                          | SHiFT | 「君のすべて SHiFT ver.」                                                 | 『Z/X -Zillions of enemy X-』関連曲                                                |
| 11月24日 | キミが大好きだよ                                                                                          | SHiFT | 「SHiFT!! 〜夢を描こう〜」                                                | 『Z/X -Zillions of enemy X-』関連曲                                                |
| 2020年   | | |                                                                           |                                                                                    |
| 1月22日  | THE IDOLM@STER CINDERELLA MASTER 夢をのぞいたら                                                           | THE IDOLM@STER CINDERELLA GIRLS! | 「夢をのぞいたら」                                                        | ゲーム『アイドルマスター シンデレラガールズ』関連曲                                |
| 1月22日  | THE IDOLM@STER CINDERELLA MASTER 夢をのぞいたら                                                           | THE IDOLM@STER CINDERELLA GIRLS for BEST5! | 「Sun!High!Gold!」                                                        | ゲーム『アイドルマスター シンデレラガールズ』関連曲                                |
| 8月12日  | THE IDOLM@STER CINDERELLA GIRLS 7thLIVE TOUR Special 3chord♪ Glowing Rock ! SPECIAL LIVE CD               | 本田未央（原紗友里）、北条加蓮（渕上舞）、佐城雪美（中澤ミナ）、夢見りあむ（星希成奏）                                                                                         | 「Sun!High!Gold!」                                                        | ゲーム『アイドルマスター シンデレラガールズ』ライブ歌唱曲                          |
| 8月12日  | THE IDOLM@STER CINDERELLA GIRLS 7thLIVE TOUR Special 3chord♪ Glowing Rock ! SPECIAL LIVE CD               | THE IDOLM@STER CINDERELLA GIRLS | 「お願い！シンデレラ」                                                    | ゲーム『アイドルマスター シンデレラガールズ』ライブ歌唱曲                          |
| 10月7日  | THE IDOLM@STER CINDERELLA GIRLS STARLIGHT MASTER GOLD RUSH! 02 太陽の絵の具箱                             | 緒方智絵里（大空直美）、依田芳乃（高田憂希）、遊佐こずえ（花谷麻妃）、佐城雪美（中澤ミナ）                                                                                     | 「太陽の絵の具箱（M@STER VERSION）」                                      | ゲーム『アイドルマスター シンデレラガールズ スターライトステージ』関連曲           |
| 10月7日  | THE IDOLM@STER CINDERELLA GIRLS STARLIGHT MASTER GOLD RUSH! 02 太陽の絵の具箱                             | 佐城雪美（中澤ミナ） | 「太陽の絵の具箱（M@STER VERSION）」                                      | ゲーム『アイドルマスター シンデレラガールズ スターライトステージ』関連曲           |
| 2021年   | | |                                                                           |                                                                                    |
| 2月3日   | THE IDOLM@STER CINDERELLA GIRLS LITTLE STARS EXTRA! 君のステージ衣装、本当は…                             | 速水奏（飯田友子）、白雪千夜（関口理咲）、佐城雪美（中澤ミナ）、的場梨沙（集貝はな）、 荒木比奈（田辺留依）                                                                    | 「君のステージ衣装、本当は…」                                             | Webアニメ『アイドルマスター シンデレラガールズ劇場 Extra Stage』エンディングテーマ |
| 2月3日   | THE IDOLM@STER CINDERELLA GIRLS STARLIGHT MASTER GOLD RUSH! 06 THE VILLAIN'S NIGHT                        | 佐城雪美（中澤ミナ） | 「I wish」                                                                | ゲーム『アイドルマスター シンデレラガールズ スターライトステージ』関連曲           |
| 4月21日  | THE IDOLM@STER CINDERELLA GIRLS Live Broadcast 24magic 〜シンデレラたちの24時間生放送！〜 SPECIAL LIVE CD | 遊佐こずえ（花谷麻妃）、佐城雪美（中澤ミナ）、ナターリア（生田輝）、夢見りあむ（星希成奏）                                                                                     | 「always」                                                                | 配信番組『24magic 〜シンデレラたちの24時間生放送！〜』歌唱曲                       |
| 4月21日  | THE IDOLM@STER CINDERELLA GIRLS Live Broadcast 24magic 〜シンデレラたちの24時間生放送！〜 SPECIAL LIVE CD | 早坂美玲（朝井彩加）、南条光（神谷早矢佳）、白雪千夜（関口理咲）、的場梨沙（集貝はな）、佐城雪美（中澤ミナ）、小関麗奈（長野佑紀）、村上巴（花井美春）、遊佐こずえ（花谷麻妃） | 「とどけ！アイドル」                                                      | 配信番組『24magic 〜シンデレラたちの24時間生放送！〜』歌唱曲                       |
| 4月21日  | THE IDOLM@STER CINDERELLA GIRLS Live Broadcast 24magic 〜シンデレラたちの24時間生放送！〜 SPECIAL LIVE CD | CINDERELLA GIRLS | 「お願い！シンデレラ 〜ゴージャス・トロピカル Ver〜」                     | 配信番組『24magic 〜シンデレラたちの24時間生放送！〜』歌唱曲                       |
| 4月30日  | アイドルマスター シンデレラガールズ U149 第8巻特別版特典CD                                                | 佐城雪美（中澤ミナ） | 「オルゴールの小箱」                                                      | 漫画『アイドルマスター シンデレラガールズ U149』関連曲                             |
| 8月11日  | THE IDOLM@STER CINDERELLA GIRLS Broadcast & LIVE Happy New Yell !!! SPECIAL LIVE CD                       | 緒方智絵里（大空直美）、依田芳乃（高田憂希）、遊佐こずえ（花谷麻妃）、佐城雪美（中澤ミナ）                                                                                     | 「太陽の絵の具箱」                                                        | ゲーム『アイドルマスター シンデレラガールズ』ライブ歌唱曲                          |
| 8月11日  | THE IDOLM@STER CINDERELLA GIRLS Broadcast & LIVE Happy New Yell !!! SPECIAL LIVE CD                       | 早坂美玲（朝井彩加）、速水奏（飯田友子）、新田美波（洲崎綾）、佐城雪美（中澤ミナ）、夢見りあむ（星希成奏）、 佐久間まゆ（牧野由依）、塩見周子（ルゥティン）                    | 「君のステージ衣装、本当は…（Day1）」                                     | ゲーム『アイドルマスター シンデレラガールズ』ライブ歌唱曲                          |
| 11月24日 | THE IDOLM@STER CINDERELLA GIRLS BEST OF LITTLE STARS!                                                     | 速水奏（飯田友子）、白雪千夜（関口理咲）、佐城雪美（中澤ミナ）、的場梨沙（集貝はな）、 荒木比奈（田辺留依）                                                                    | 「君のステージ衣装、本当は…」                                             | Webアニメ『アイドルマスター シンデレラガールズ劇場 Extra Stage』エンディングテーマ |
| 12月8日  | THE IDOLM@STER CINDERELLA GIRLS STARLIGHT MASTER GOLD RUSH! 13 Secret Mirage                              | 夢見りあむ（星希成奏）、佐城雪美（中澤ミナ）、安部菜々（三宅麻理恵） | 「ハレ晴レユカイ」                                                        | ゲーム『アイドルマスター シンデレラガールズ スターライトステージ』関連曲           |
| 2022年   | | |                                                                           |                                                                                    |
| 2月15日  | Make your "HAPPY"                                                                                         | SHiFT | 「Make your day」 「キラキラのサーチライト」 「サプライズ！バレンタイン」 | 『Z/X -Zillions of enemy X-』関連曲                                                |
| 4月8日   | アイドルマスター シンデレラガールズ U149 第9巻特別版特典CD                                                | 佐城雪美（中澤ミナ） | 「ドレミファクトリー！」                                                  | 漫画『アイドルマスター シンデレラガールズ U149』関連曲                             |
| 9月3日   | THE IDOLM@STER CINDERELLA GIRLS LIKE4LIVE #cg_ootd 会場オリジナルCD                                       | 佐城雪美（中澤ミナ） | 「夢をのぞいたら」                                                        | ゲーム『アイドルマスター シンデレラガールズ スターライトステージ』関連曲           |
| 9月3日   | THE IDOLM@STER CINDERELLA GIRLS LIKE4LIVE #cg_ootd 会場オリジナルCD                                       | 佐城雪美（中澤ミナ） | 「Sun!High!Gold!」                                                        | ゲーム『アイドルマスター シンデレラガールズ スターライトステージ』関連曲           |
| 2023年   | | |                                                                           |                                                                                    |
| 2月25日  | Z/X -Zillions of enemy X- 10th Anniversary Album 「IGNITION」                                             | SHiFT、iDA | 「ゼクス アクティベート! -10th-（SHiFT＆iDAver）」                        | 『Z/X -Zillions of enemy X-』関連曲                                                |
| 2月25日  | Z/X -Zillions of enemy X- 10th Anniversary Album 「IGNITION」                                             | プリズム（春村奈々）、ニュー（中澤ミナ） | 「Changing the Fate（春村奈々＆中澤ミナver）」                            | 『Z/X -Zillions of enemy X-』関連曲                                                |
| 2月25日  | Z/X -Zillions of enemy X- 10th Anniversary Album 「IGNITION」                                             | SHiFT | 「未来がひとつに（SHiFTver）」                                            | 『Z/X -Zillions of enemy X-』関連曲                                                |
| 3月29日  | THE IDOLM@STER CINDERELLA GIRLS STARLIGHT MASTER R/LOCK ON! 14 ささのはに、うたかたに。                   | 鷺沢文香（M・A・O）、佐城雪美（中澤ミナ）、鷹富士茄子（森下来奈）、小早川紗枝（立花理香）、藤原肇（鈴木みのり）                                                                | 「ささのはに、うたかたに。（M@STER VERSION）」                            | ゲーム『アイドルマスター シンデレラガールズ スターライトステージ』関連曲           |
| 3月29日  | THE IDOLM@STER CINDERELLA GIRLS STARLIGHT MASTER R/LOCK ON! 14 ささのはに、うたかたに。                   | 佐城雪美（中澤ミナ） | 「ささのはに、うたかたに。（M@STER VERSION）」                            | ゲーム『アイドルマスター シンデレラガールズ スターライトステージ』関連曲           |
| 8月4日   | Z/X -Zillions of enemy X- iDOL SPECiAL SiTUATiON CD 「MiRAGE」                                            | SHiFT | 「夏の終わりに ～Stay with me～」                                         | 『Z/X -Zillions of enemy X-』関連曲                                                |
| 9月9日   | THE IDOLM@STER CINDERELLA GIRLS Shout out Live!!!会場オリジナルCD                                         | 佐城雪美（中澤ミナ） | 「君のステージ衣装、本当は…」                                             | Webアニメ『アイドルマスター シンデレラガールズ劇場 Extra Stage』関連曲             |
| 12月20日 | THE IDOLM@STER CINDERELLA GIRLS U149 ANIMATION MASTER 07 ORIGINAL SOUNDTRACK                              | 佐城雪美（中澤ミナ） | 「とくとく…… とく……」                                                     | OVA『アイドルマスター シンデレラガールズ U149 特別編』エンディングテーマ           |
| 2024年   | | |                                                                           |                                                                                    |
| 7月17日  | Z/X -Zillions of enemy X- LiNK iDOL Album 「ASCENSiON」                                                   | ニュー（中澤ミナ） | 「DeoxyriboNucleicAcid」                                                  | 『Z/X -Zillions of enemy X-』関連曲                                                |

### その他参加作品
| 発売日        | 商品名                 | 歌                 | 楽曲                | 備考                                              |
| ------------- | ---------------------- | ------------------ | ------------------- | ------------------------------------------------- |
| 2022年1月10日 | reversible mOOn        | 森下来奈、中澤ミナ | 「reversible mOOn」 | Webラジオ『らなミナのおみあい○○』オリジナルソング |
| 2022年1月10日 | reversible mOOn 限定盤 | 中澤ミナ           | 「reversible mOOn」 | Webラジオ『らなミナのおみあい○○』オリジナルソング |

## ライブ・イベント

### 合同ライブ
| 公演日               | タイトル                                                                                                | 会場                                     |
| -------------------- | --- | ---------------------------------------- |
| 2020年2月15日・16日  | THE IDOLM@STER CINDERELLA GIRLS 7thLIVE TOUR Special 3chord♪ Glowing Rock!                              | 京セラドーム（大阪府）                   |
| 2020年2月22日        | Z/X presents SHiFT バレンタインライブ 2020 〜みんな大好きだよ♪〜                                        | ベルサール秋葉原 B1フロア（東京都）      |
| 2021年1月9日         | THE IDOLM@STER CINDERELLA GIRLS Broadcast & LIVE Happy New Yell!!!                                      | 幕張メッセ国際展示場 1-3ホール（千葉県） |
| 2021年12月25日・26日 | THE IDOLM@STER CINDERELLA GIRLS 10th ANNIVERSARY M@GICAL WONDERLAND TOUR!!! CosmoStar Land              | 愛知県国際展示場 ホールA（愛知県）       |
| 2022年4月3日         | THE IDOLM@STER CINDERELLA GIRLS 10th ANNIVERSARY M@GICAL WONDERLAND!!!                                  | ベルーナドーム（埼玉県）                 |
| 2022年9月3日・4日    | THE IDOLM@STER CINDERELLA GIRLS LIKE4LIVE #cg_ootd                                                      | 日本ガイシホール（愛知県）               |
| 2023年11月11日・12日 | TVアニメ「アイドルマスター シンデレラガールズ U149」スペシャルトークイベント ～トゥインクルパーティー～ | 森のホール21大ホール（千葉県）           |
| 2023年12月10日       | 異次元フェス アイドルマスター★♥ラブライブ!歌合戦                                                        | 東京ドーム（東京都）                     |
| 2024年10月6日        | Z/X iDOL Project GALAXi LiVE 「HOP！ STEP♪ ASCENSiON⤴」                                                 | I'M A SHOW（東京都）                     |
| 2025年3月8日・9日    | THE IDOLM@STER CINDERELLA GIRLS STARLIGHT STAGE 10th ANNIVERSARY TOUR Let’s AMUSEMENT!!! 大阪公演       | 大阪城ホール（大阪府）                   |